# Tomoglossa decora
Tomoglossa decora är en skalbaggsart som först beskrevs av Thomas Casey 1910.  Tomoglossa decora ingår i släktet Tomoglossa och familjen kortvingar. Inga underarter finns listade i Catalogue of Life.